# منتزه أرخبيل سواكن الوطني
أرخبيل سواكن ، عبارة عن مجموعة كبيرة من الجزر الصغيرة، تقع في السودان في البحر الأحمر، وقد صنفها الاتحاد الدولي لحفظ الطبيعة من الفئة الثانية منتزه وطني. يغطي هذا الموقع مساحة 1500 كيلومتر مربع.